# Hans Christoph Diederich Victor von Levetzow
Hans Christoph Diederich Victor von Levetzow (født 9. september 1754 på Schwiesel, død 28. oktober 1829) var en dansk stiftamtmand.
Han var en søn af hofjunker Joachim Diederich von Levetzow til Madsow, Butzin og Schwiesel i Mecklenburg (død i marts 1800) og Caroline Louise Wilhelmine f. rigsfriherreinde Treusch v. Butlar. Han var født 9. september 1754 på Schwiesel, blev 1770 hofjunker, 1777 kammerjunker og 1781 kommitteret i Rentekammeret for de islandske, finmarkske og grønlandske sager. 1785 sendtes han, der 1782 havde fået kammerherrenøglen, som stiftamtmand til Island, og 1789 kom han til Christianssands Stift. 1800 blev han amtmand over Husum og Bredsted Amter samt overstaller i Ejdersted, udnævntes 1812 til Kommandør af Dannebrog, 1817 til gehejmeråd, 1826 til Storkors af Dannebrog og samme år til administrator for Grevskabet Rantzau. Han døde 28. oktober 1829.
Han ægtede 1. gang 23. april 1785 Martha Tillisch (født 6. juli 1758, druknede 30. april 1801 med 2 sønner i Lillebælt), datter af amtmand over Stavanger Amt og generalvejmester Henrik Wilhelm Tillisch; 2. gang 26. januar 1802 Juliane Marie von Krogh (3. januar 1773 – 23. januar 1848), datter af gehejmekonferensråd Frederik Ferdinand von Krogh.